# Paul Delaroche
Hippolyte Delaroche (París, 17 de juliol de 1797 – París, 4 de novembre de 1859), conegut com a Paul Delaroche, fou un pintor de retrats especialitzat en successos històrics i personatges d'època, conegut per ser un dels més destacats pintors romàntics de la primera meitat del segle xix. Alumne de Gros, de qui va imitar el seu interès per temes històrics.

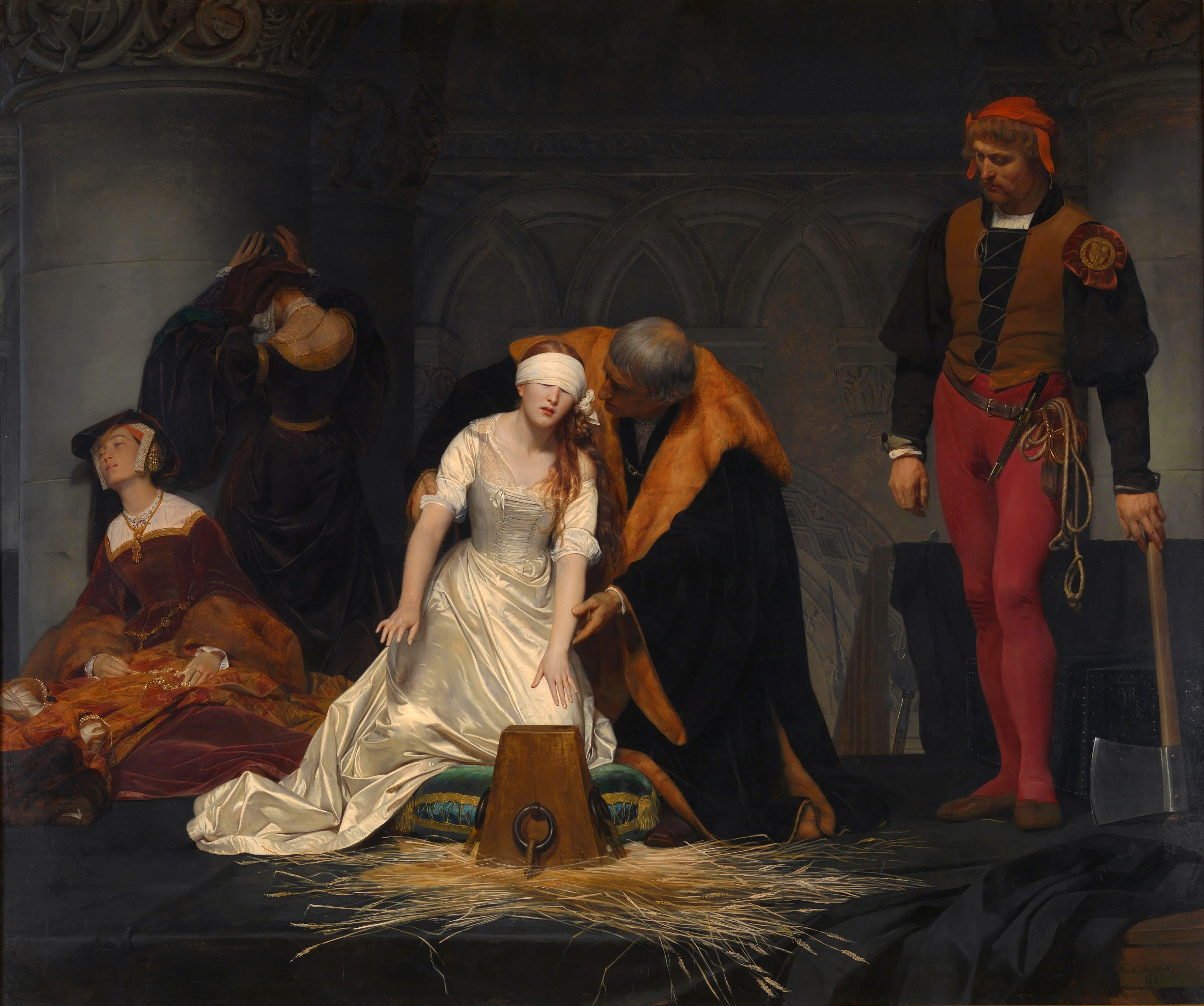
Execució de Lady Jane Grey (National Gallery, Londres, 1834).